# Kidd Kidd
Kidd Kidd (справжнє ім'я Кертіс Стюарт) — американський репер, учасник гурту G-Unit. З 1999 по 2004 був учасником нині розпущеного гурту Sqad Up, куди також входили Lil Wayne, Dizzy, Gudda Gudda, Supa Blanco, T-Streets та Young Yo. Покинувши Young Money Entertainment виконавець разом із Stat Quo став артистом Dream Big Ventures, щойно створеного на той час лейблу Ша Мані XL, відомого своєю роботою з 50 Cent. 
У червні 2011 в Новому Орлеані репер отримав 6 вогнепальних поранень. З липня 2011 є підписантом G-Unit Records. Kidd Kidd узяв участь у записі синглу Ліла Вейна «Mrs. Officer» (2008) та мікстейпів 50 Cent The Big 10, The Lost Tape і 5 (Murder by Numbers). Завдяки голосуванню фанів став частиною «2015 Freshman Class» за версією журналу XXL.

## Стрілянина
12 червня 2011 у Новому Орлеані Kidd Kidd отримав 6 вогнепальних поранень, їдучи в авті до будинку матері. Двоє чоловіків у масках зробили 32 постріли.

## Дискографія

### Студійні альбоми
- 2011: The Realionaire[8]

### Мікстейпи
- 2015: Rapper's Worst Nitemare
- 2015: Fuk da Fame

### Сингли

#### Власні
| «Hot Girl» (з участю Bobby V)                                          | 2010 | — | — | — |                  |
| «Nasty Shit»                                                           | 2010 | — | — | — |                  |
| «Crack Rock»                                                           | 2011 | — | — | — | The Reallionaire |
| «Big Bankroll»                                                         | 2011 | — | — | — | The Reallionaire |
| «New Warleans (Like It's Friday)» (з участю Juvenile)                  | 2012 | — | — | — |                  |
| «I'm a G (Bury Me a G)»                                                | 2013 | — | — | — |                  |
| «Middle Finger»                                                        | 2013 | — | — | — |                  |
| «I Am»                                                                 | 2014 | — | — | — |                  |
| «Ejected» (з участю Lil Wayne)                                         | 2015 | — | — | — | Fuk da Fame      |
| «—» означає, що запис не потрапив до чарту чи не був виданий у країні. |      |   |   |   |                  |

#### Інших виконавців
| «Mrs. Officer» (Lil Wayne з участю Bobby Valentino та Kidd Kidd)           | 2008 | 16 | 5   | 2 | - RIAA: Платиновий - RIANZ: Золотий | Tha Carter III  |
| «Haters» (Tony Yayo з участю 50 Cent, Shawty Lo, Roscoe Dash та Kidd Kidd) | 2011 | —  | 112 | — | —                                   | —               |
| «Chase the Paper» (50 Cent з участю Prodigy, Styles P та Kidd Kidd)        | 2014 | —  | —   | — | —                                   | Animal Ambition |
| «Everytime I Come Around» (50 Cent з участю Kidd Kidd)                     | 2014 | —  | 53  | — | —                                   | Animal Ambition |
| «Irregular Heartbeat» (50 Cent з участю Jadakiss та Kidd Kidd)             | 2014 | —  | —   | — | —                                   | Animal Ambition |
| «—» означає, що запис не потрапив до чарту.                                |      |    |     |   |                                     |                 |

### Гостьові появи
- 2011: «Niggas Be Schemin» (50 Cent з участю Kidd Kidd)
- 2011: «Shootin Guns» (50 Cent з уч. Kidd Kidd)
- 2012: «My Bday» (Mack Maine з уч. Gudda Gudda, T-Streets та Kidd Kidd)
- 2012: «Do Your Thing» (Precious Paris з уч. 50 Cent, Shaun White та Kidd Kidd)
- 2012: «Get Busy» (50 Cent з уч. Kidd Kidd)
- 2012: «O.J.» (50 Cent з уч. Kidd Kidd)
- 2012: «Rida» (Precious Paris з уч. Kidd Kidd)
- 2012: «Roll That Shit» (50 Cent з уч. Kidd Kidd)
- 2012: «When I Pop the Trunk» (50 Cent з уч. Kidd Kidd)
- 2013: «Downtown» (August Alsina з уч. Kidd Kidd)
- 2013: «Fuckin' Problems» (Lil Wayne з уч. Euro та Kidd Kidd)
- 2013: «Move» (Tony Yayo з уч. 50 Cent та Kidd Kidd)
- 2014: «Flatline» (Lil Chuckie з уч. Kidd Kidd)
- 2014: «Shake fa Ya Hood» (8-9 Boyz з уч. Freeway та Kidd Kidd)
- 2015: «100» (D12 з уч. Kidd Kidd та Young Buck)
- 2015: «Blue Money» (Show Banga з уч. Rich the Kid та Kidd Kidd)
- 2015: «Life» (Young Buck з уч. Tony Yayo та Kidd Kidd)
- 2015: «Real Shit» (Curt Diggs з уч. Kidd Kidd)